# Anıtkabir
Anıtkabir (turc: anıt : « monument » et kabir : « tombe ») est le nom du mausolée érigé en l'honneur de Mustafa Kemal Atatürk, fondateur et premier président de la république de Turquie, mort le 10 novembre 1938. Il se trouve à Ankara, capitale de la Turquie, sur la colline d’Anıt (en turc Anıttepe). L'ensemble monumental abrite également la tombe d’İsmet İnönü, successeur d’Atatürk et deuxième président de la République, construite en 1973.

## Histoire
Atatürk n’ayant pas mentionné de lieu d’ensevelissement, sa dépouille embaumée est d’abord déposée le 21 novembre 1938 dans une salle spéciale du musée ethnographique d’Ankara.
Par la suite, un concours international d'architecture est lancé par le gouvernement turc pour l'érection d’un mausolée en l’honneur du fondateur de la Turquie moderne. Le projet retenu est dû aux architectes Emin Onat (en) et Orhan Arda, qui remportent un concours réunissant quarante-cinq projets. La construction ne débute qu’en 1944 en raison des difficultés économiques liées à la Seconde Guerre mondiale. Le bâtiment est finalement achevé en septembre 1953 et la dépouille d’Atatürk y est transférée le 10 novembre de la même année — jour de la mort d'Atatürk — au cours de funérailles nationales.
Le projet initial prévoyait que le monument accueille les tombes de tous les présidents de la République, mais l'idée est abandonnée, dans le but de renforcer le lien entre le monument et le culte de la mémoire d’Atatürk. Seuls les restes d’İsmet İnönü, successeur d’Atatürk et deuxième président de la République, y seront déposés en 1973.

### Un monument national

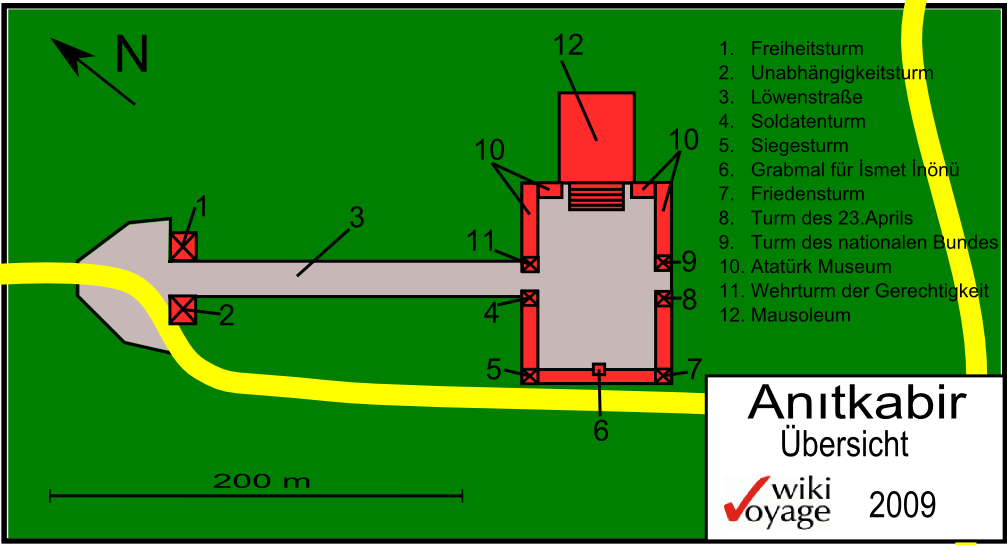
Plan général: 1. Tour de la liberté; 2. Tour de l'indépendance; 3. Allée des lions; 4. Tour du soldat; 5. Tour de la victoire; 6. Tombe d'Ismet İnönü; 7. Tour de la paix; 8. Tour du 23 avril; 9. Tour du Pacte national; 10. Musée Atatürk; 11. Tour du lien national; 12. Mausolée.

Anıtkabir n’est pas seulement un monument national mais aussi un important lieu protocolaire. Tout visiteur officiel étranger doit s’y rendre à l'occasion de sa visite, déposer une gerbe devant le mausolée et signer le livre d’honneur. De même, le président de la République s’y rend à l’occasion des fêtes nationales en Turquie, pour donner le coup d’envoi des festivités.
Le jour de la commémoration de la mort d’Atatürk, le 10 novembre, des dizaines de milliers de gens affluent pour y observer les deux minutes de silence à l’heure exacte de sa mort, 9 h 5. Au même moment, les sirènes retentissent à travers tout le pays pour appeler la nation à rendre hommage à Atatürk, et les drapeaux sont mis en berne pour la journée. La diffusion audiovisuelle est aussi interrompue pendant ces deux minutes.
Le mausolée abrite également un musée consacré à Atatürk et la Guerre d’indépendance turque (1919-1922). Le nombre de visiteurs dépasse les trois millions par an.

## Le mausolée
Le mausolée présente les traits simples et minimalistes de l'architecture moderne de la première moitié du XXe siècle. Les décors sculptés (statues et bas-reliefs). Les murs qui mènent au bâtiment présentent des bas-reliefs figuratifs mêlant des éléments de style socialiste et de l'art hittite (en), les premiers renvoyant à la culture visuelle européenne, les seconds au passé turc pré-islamique.
Le mausolée lui-même rappelle par ses lignes un temple, et présente des citations célèbres d'Atatürk, célébrant le progrès et le patriotisme, comme par exemple « Comme il est heureux, celui qui dit: Je suis Turc (Ne mutlu Türküm diyene) ». Le cénotaphe se trouve dans le « Hall d'honneur ». Cependant, au lieu d'être au centre de la salle, comme on pourrait s'y attendre, il se trouve tout au fond. Il s'agit là, selon la chercheuse Kishwar Rizvi (d) , d'une rupture voulue avec le rituel funéraire musulman — les tombeaux de personnalités étant en général placés au centre de l'édifice qui les abrite. Et les rituels habituels de visite, comme les prières ou la déambulation autour de la tombe, ne sont d'ailleurs pas autorisés à l'intérieur.

## Galerie

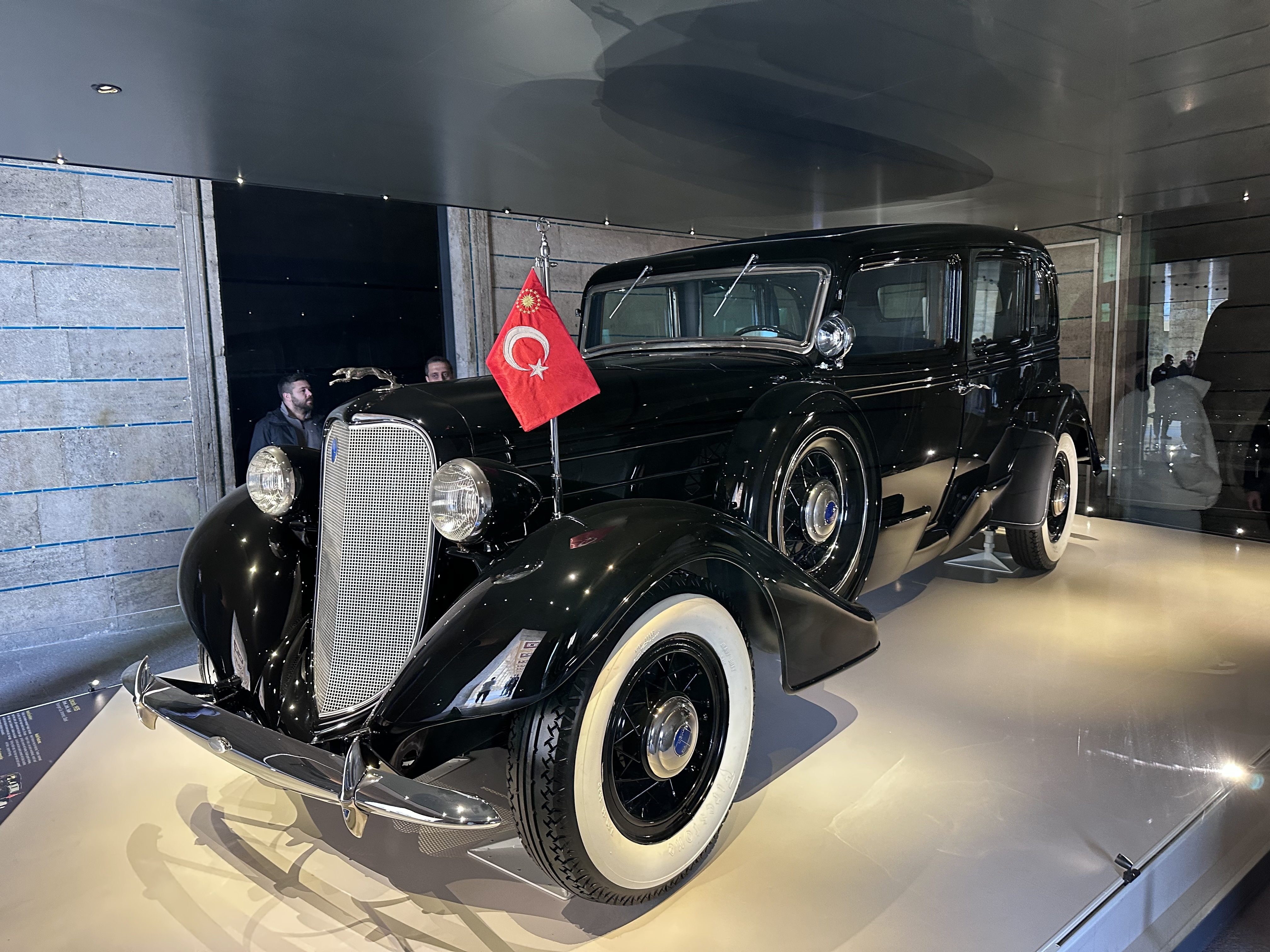
La Lincoln 1935 d'Atatürk.
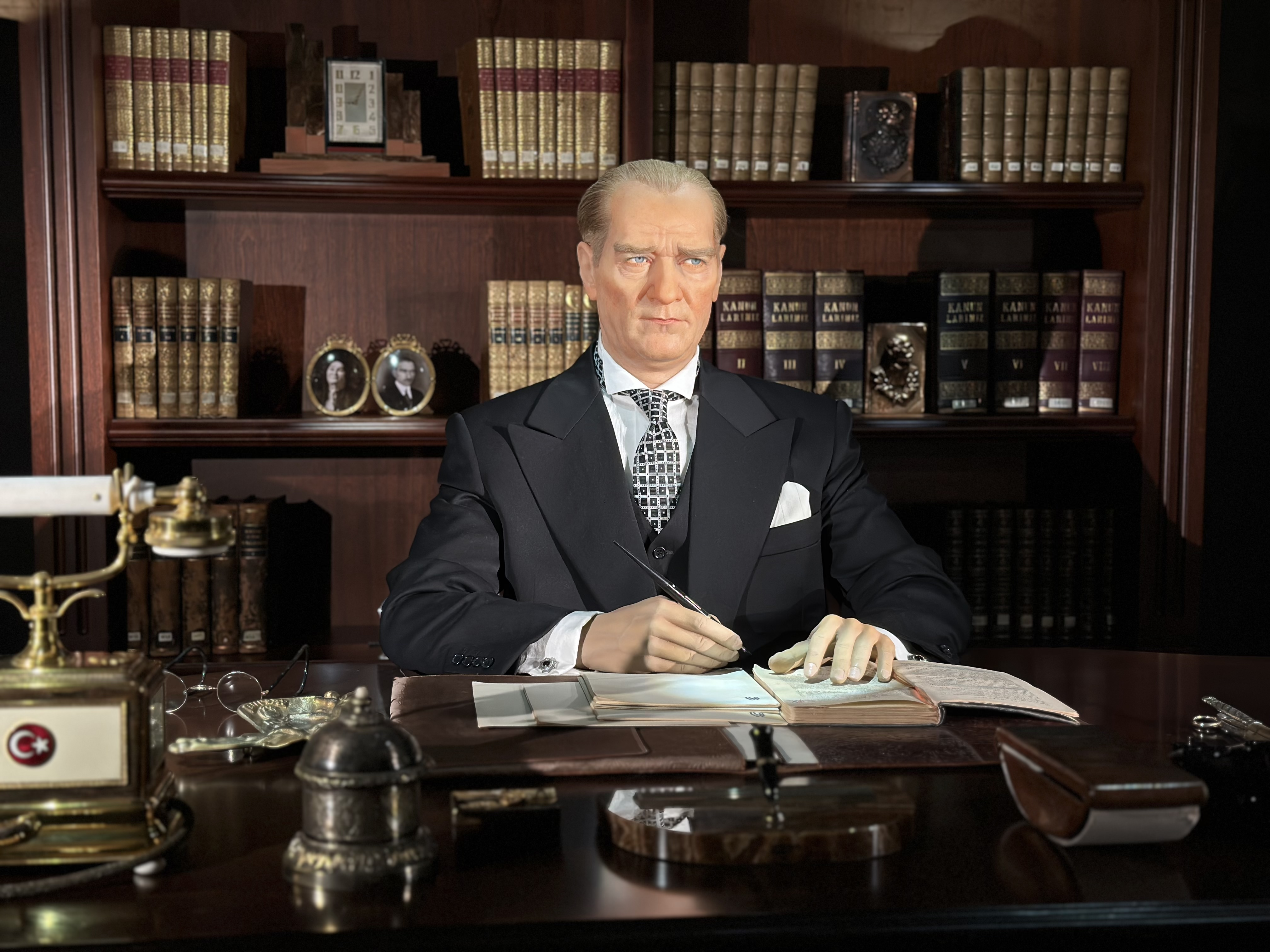
Statue d'Atatürk à Anıtkabir.
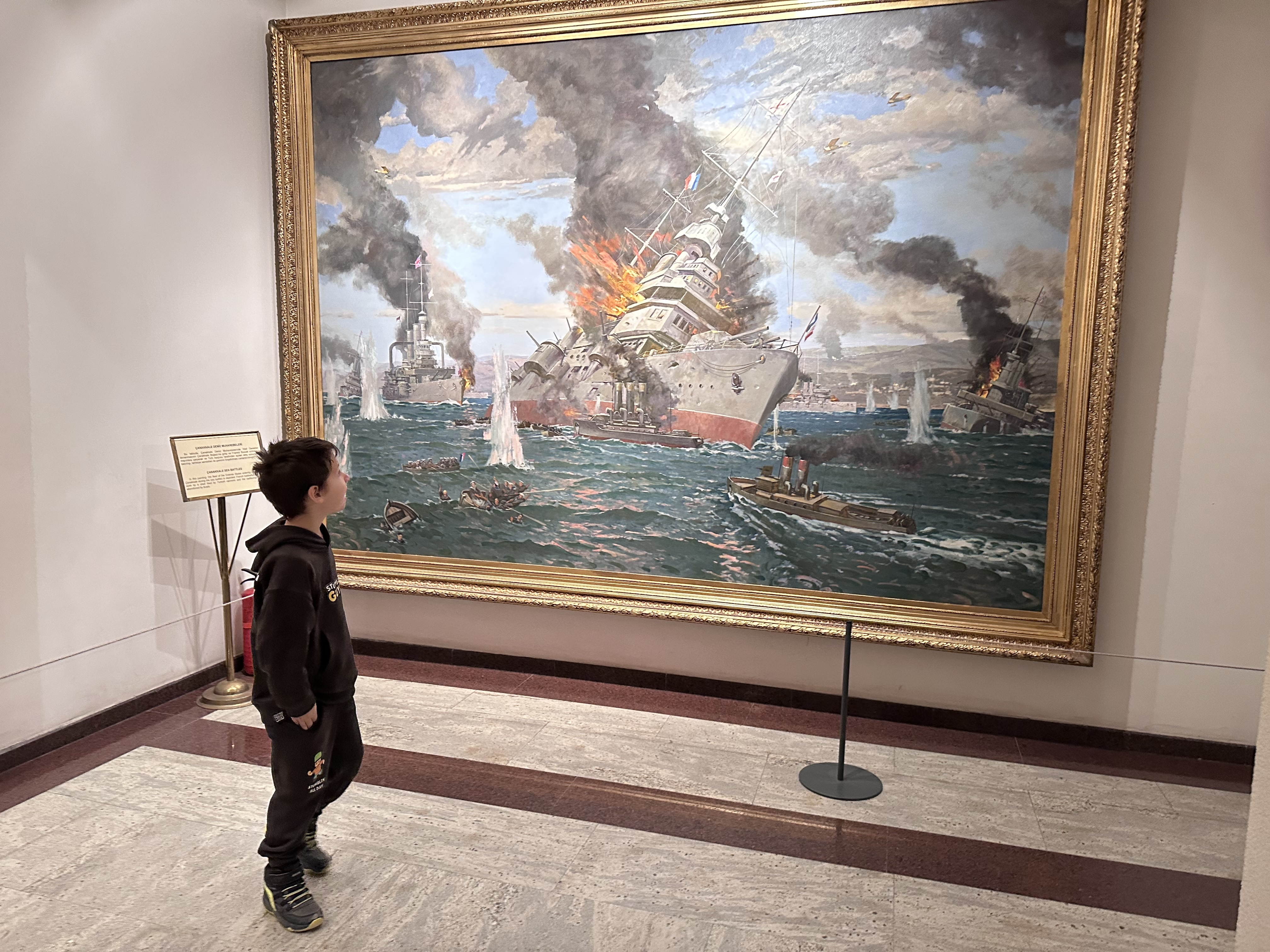
Le cuirassé Bouvet lors de la bataille des Dardanelles.
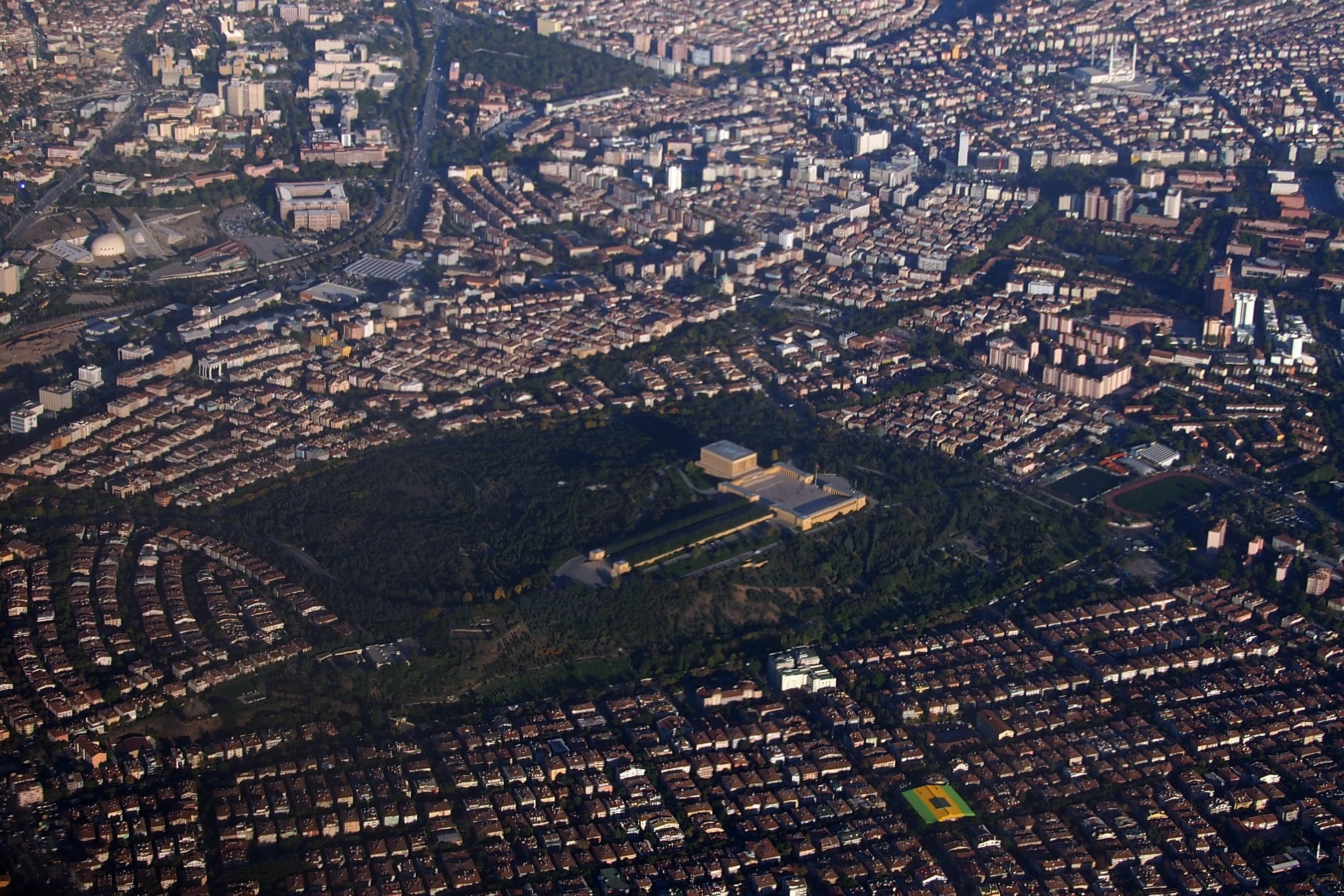
Vue aérienne de la colline et du mausolée.
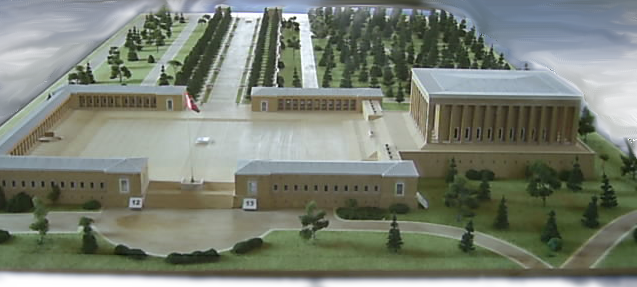
Vue générale : l'allée des lions, perpendiculaire à la place de cérémonies encadrée de portiques qui mène au mausolée (surélevé).
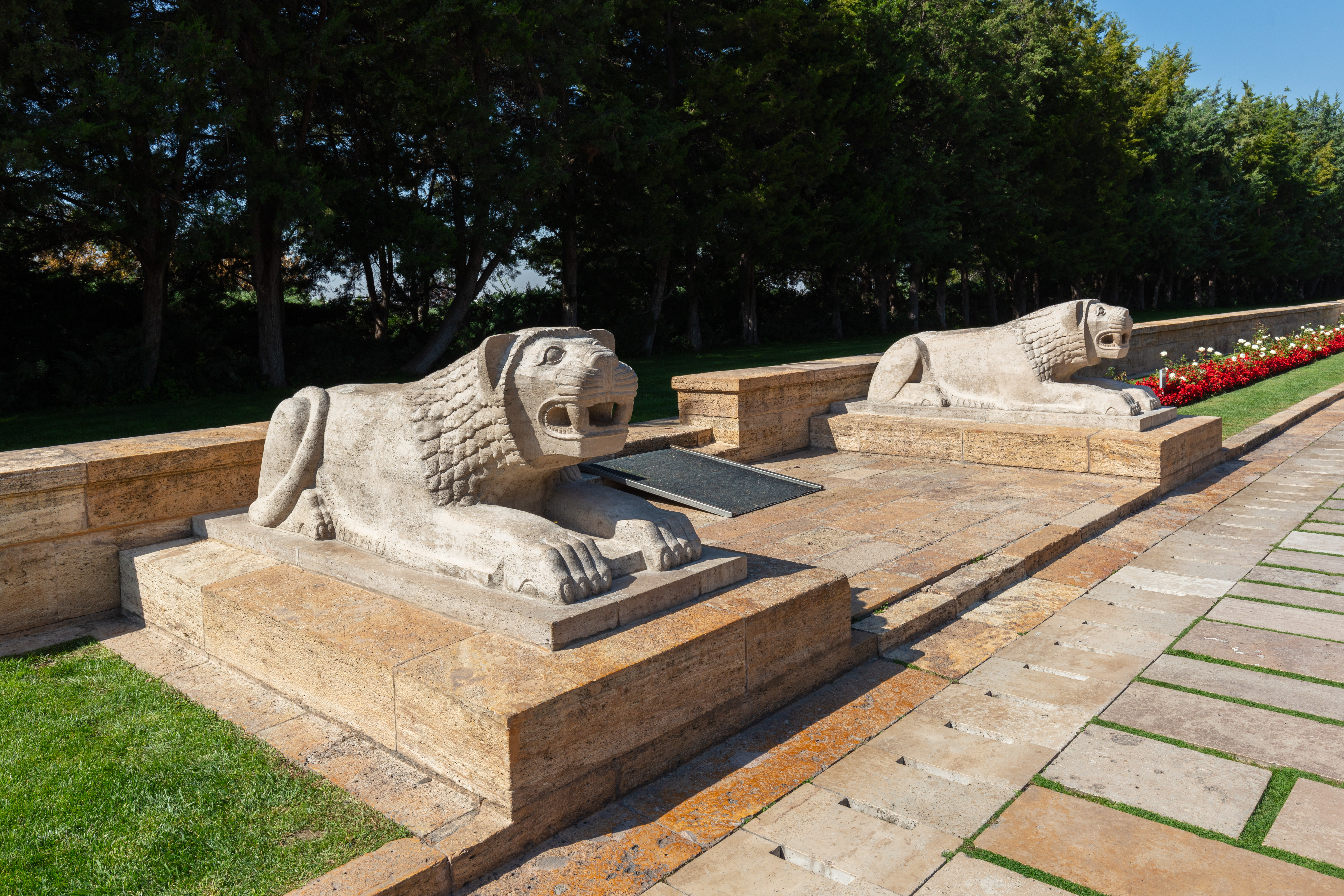
Allée des lions.
Vue panoramique de la cour des cérémonies et du mausolée.
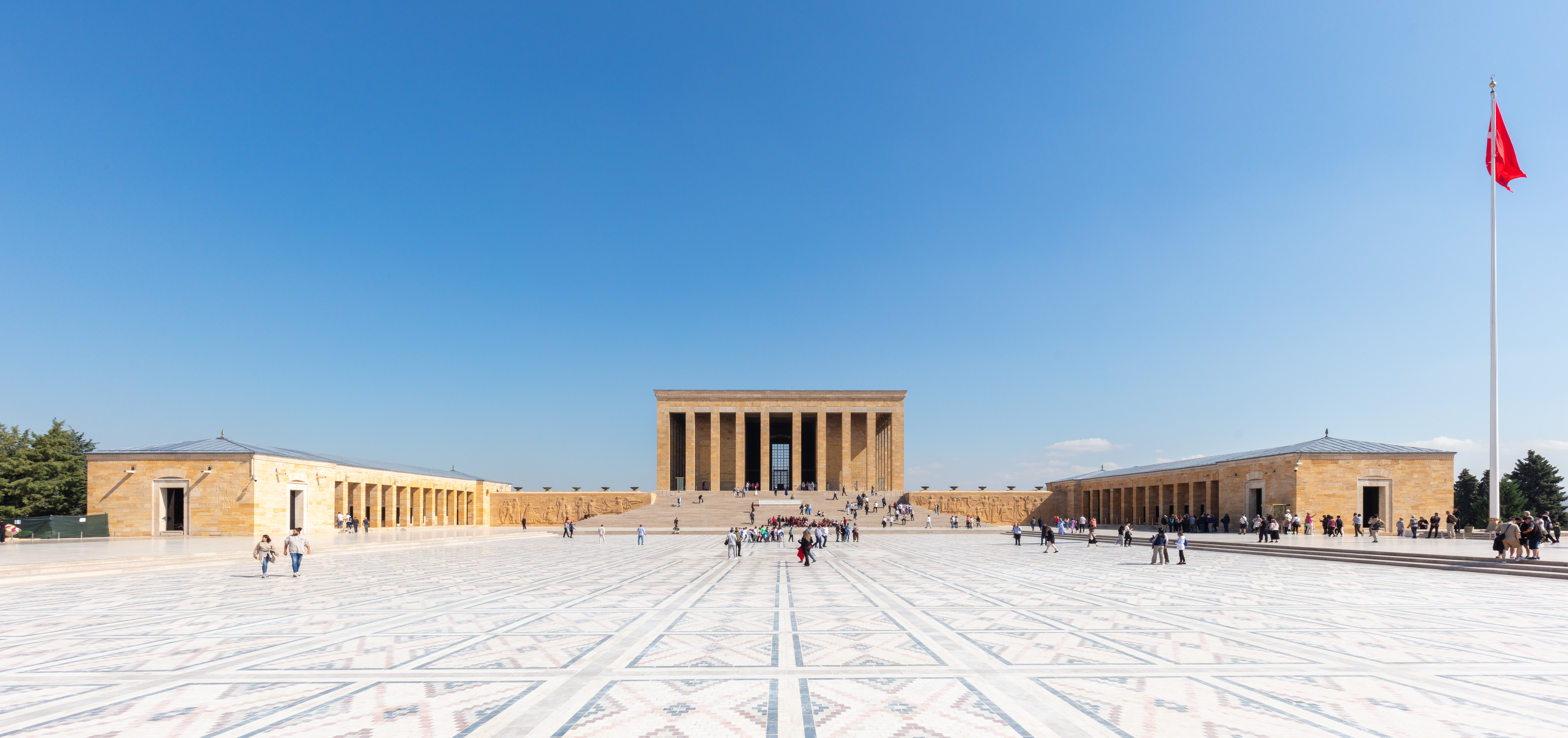
Vue générale de la cour, avec le mausolée au fond.
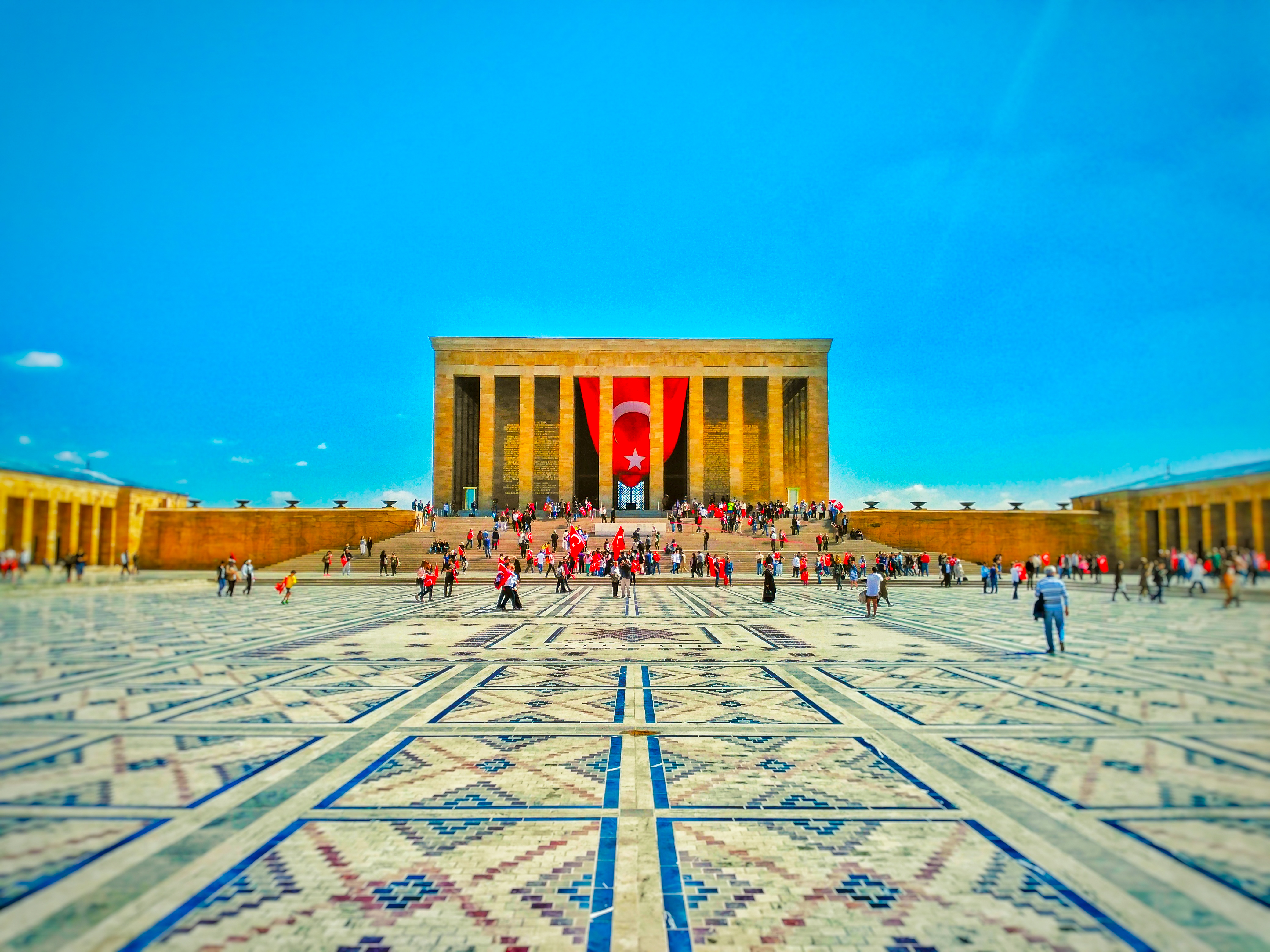
Le mausolée et le pavement de la cour.
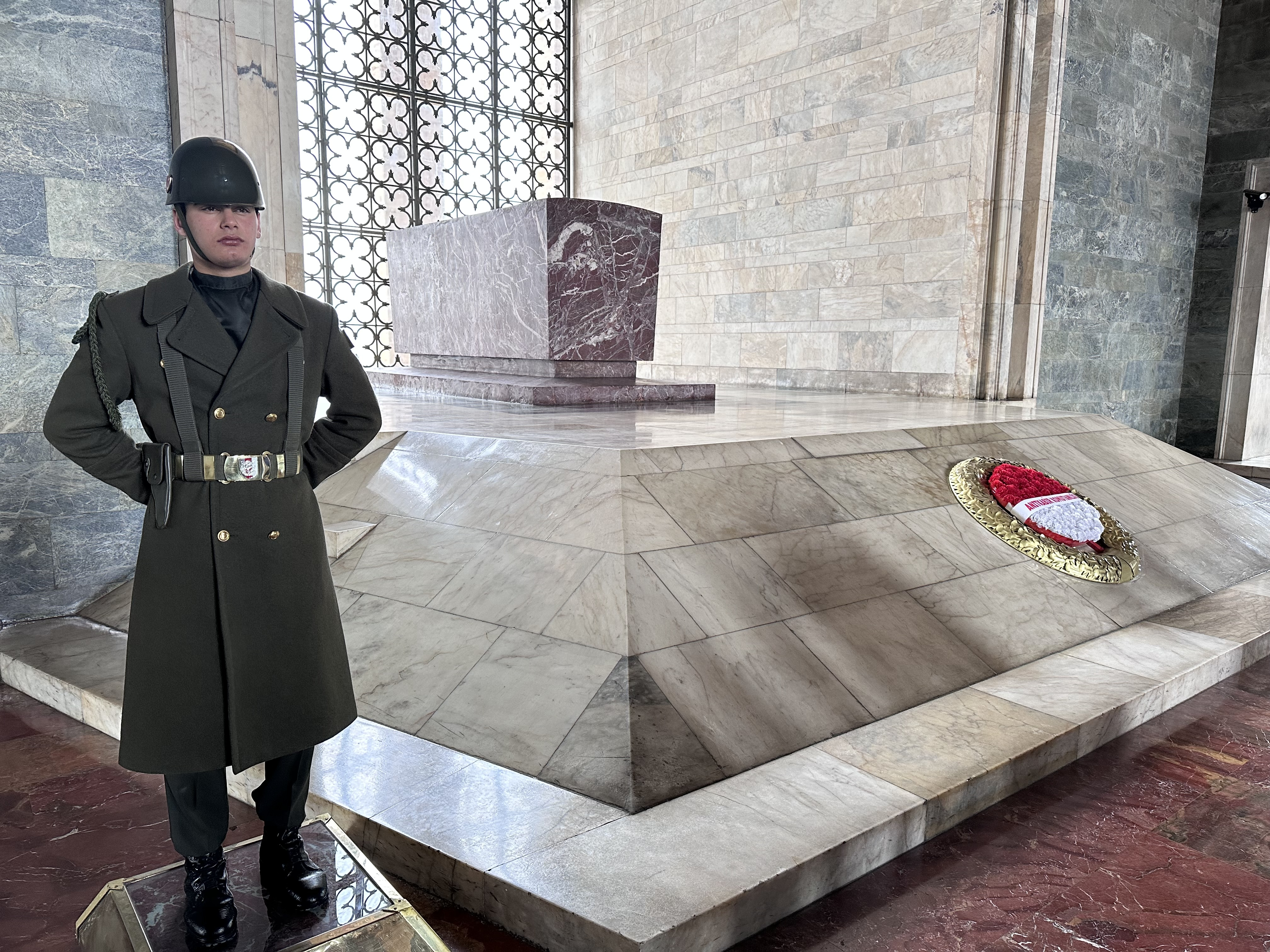
Le cénotaphe d'Atatürk (le tombeau se trouve en dessous).
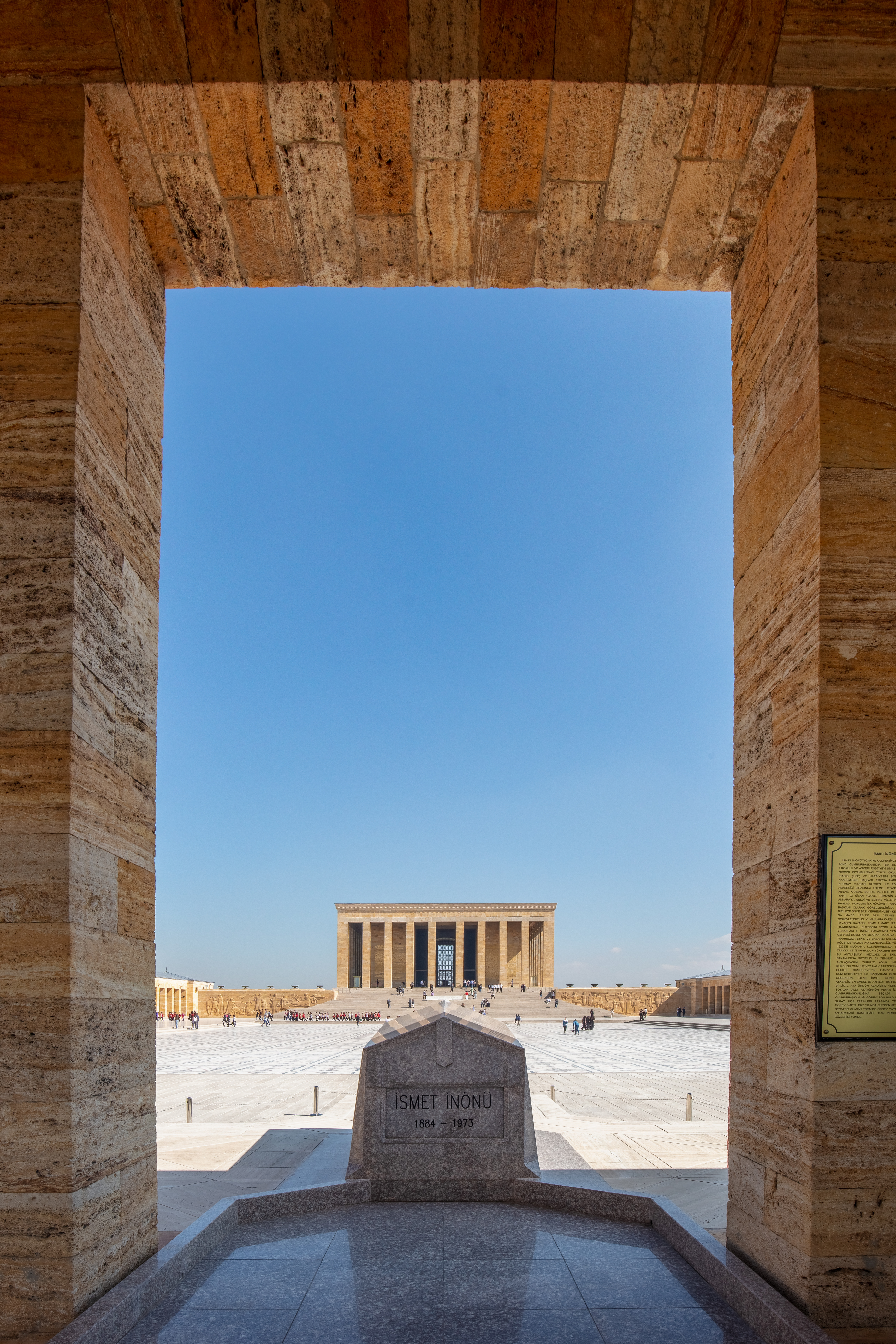
La tombe d'İsmet İnönü.
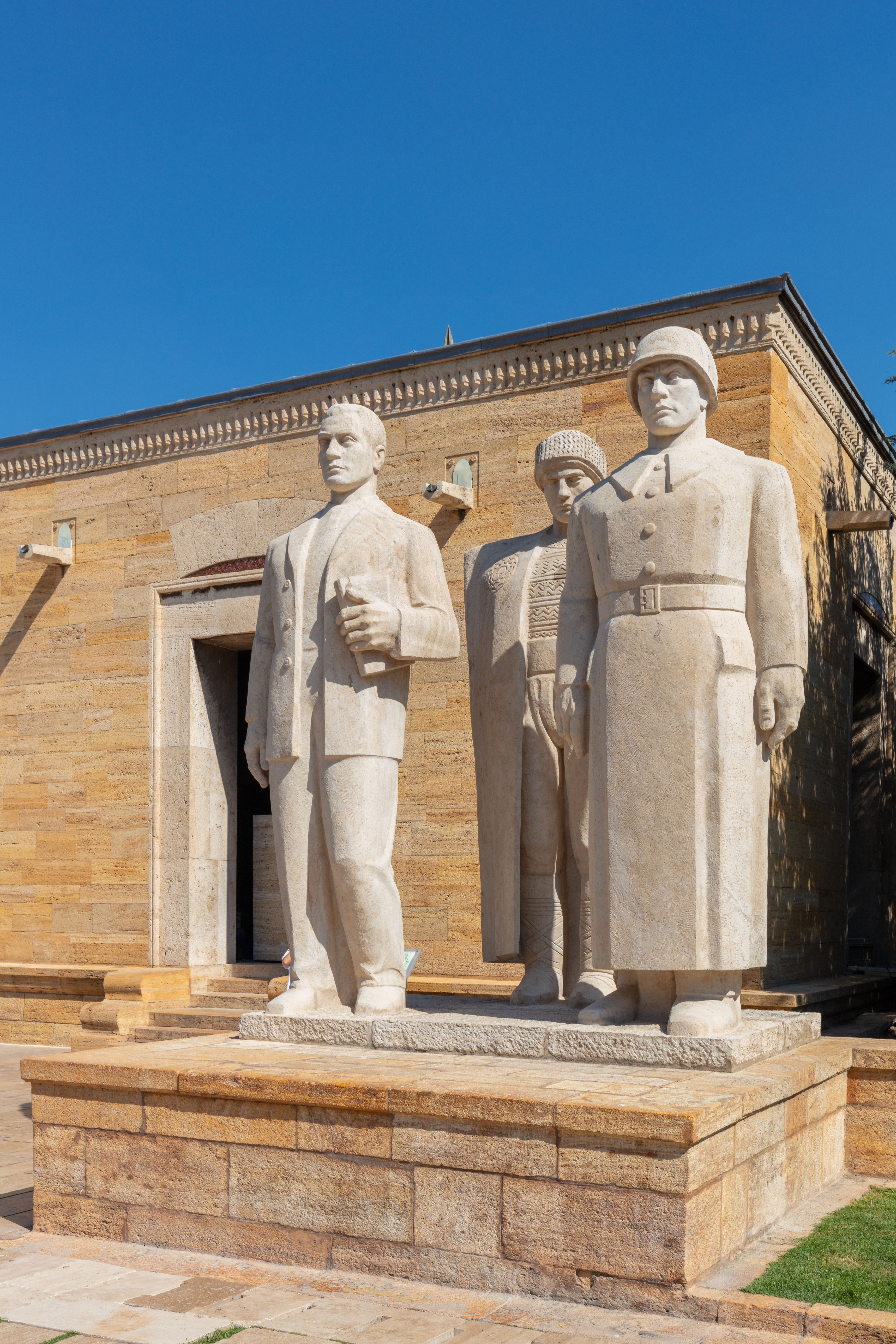
Sculptures dans l'enceinte du Mausolée. De gauche à droite :  un étudiant (intellectuel), un paysan et un soldat[6].
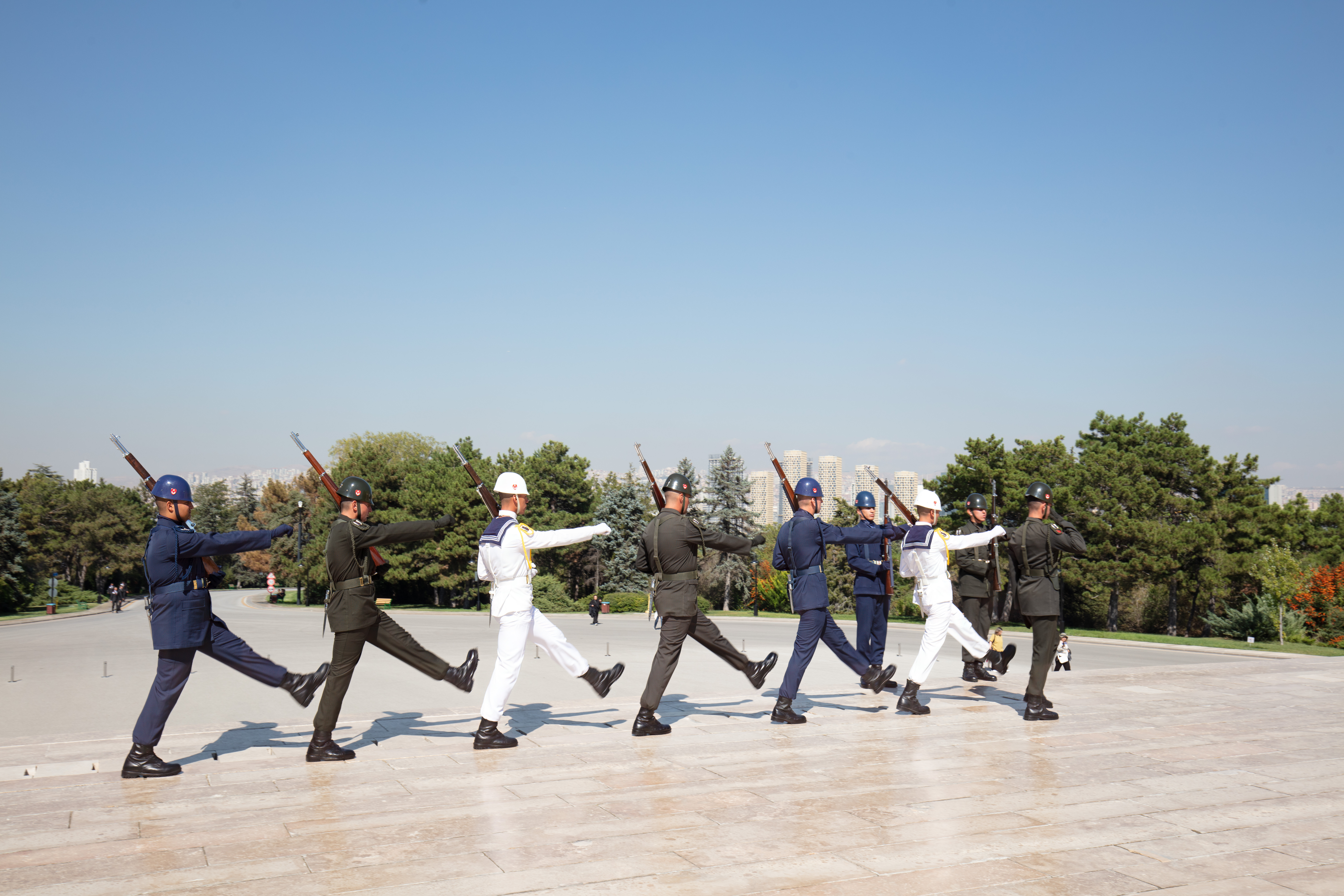
La garde défile.
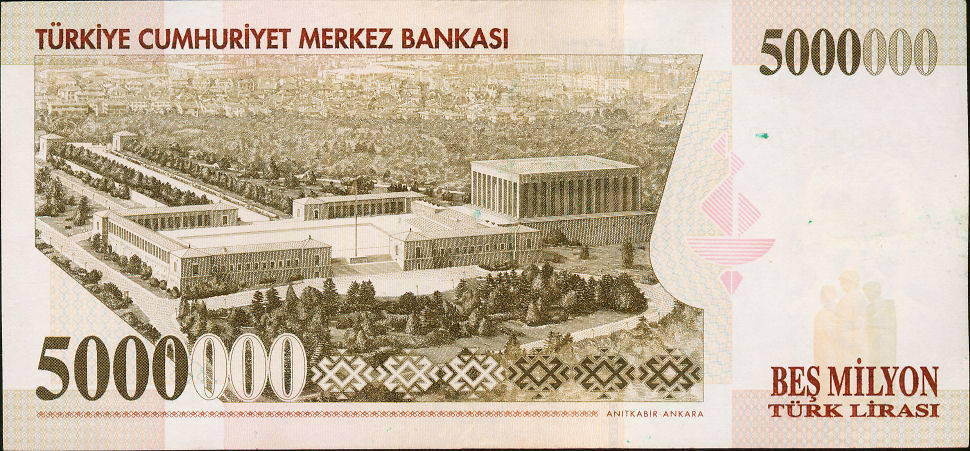
Billet de cinq millions de LT (1990-2005).
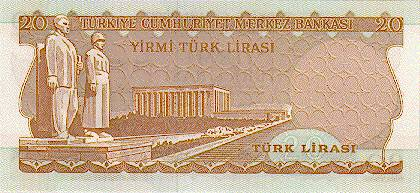
Billet de 20 LT (années 1970).